# Giulio Gabrielli il Vecchio
Giulio Gabrielli (Roma, 6 gennaio 1603 – Roma, 31 agosto 1677) è stato un cardinale e vescovo cattolico italiano.

## Biografia
Nacque a Roma da antica famiglia principesca, originaria di Gubbio e trasferitasi successivamente a Roma già alla fine del XIV secolo. Era figlio di Antonio Gabrielli e Prudenzia Lancellotti, nipote del cardinale Orazio Lancellotti, cugino diretto di Papa Clemente X, e zio della poetessa arcade Prudenza Gabrielli Capizucchi.
Chierico presso la Camera Apostolica molto giovane, ne divenne poi decano. Fu referendario presso il Supremo tribunale della Segnatura apostolica.
Papa Urbano VIII lo elevò al rango di cardinale nel concistoro del 16 dicembre 1641 e gli assegnò la diaconia di Santa Maria Nuova e la legazione di Urbino, che includeva l'Eugubino, terra di origine della sua famiglia. Poco dopo, il 10 febbraio 1642 lo nominò vescovo di Ascoli Piceno.
Ricoprì le cariche di cardinale protodiacono e successivamente di cardinale protopresbitero, giungendo fino alla carica di cardinale vescovo di Sabina (1668).
Nell'ottobre 1670 fu nominato cardinale legato in Romagna, Governatore di Fermo e Governatore di Capranica.
Morì il 31 agosto 1677 per un attacco di malaria e fu sepolto a Roma, in Santa Maria sopra Minerva.
È raffigurato in un busto, oggi al Museo di Roma a palazzo Braschi, già considerato opera di Gian Lorenzo Bernini, ed attribuito dalla critica più recente al suo allievo Giuseppe Mazzuoli.
Un suo parente, Giulio Gabrielli, detto il giovane, divenne anch'egli cardinale (1801) e ricoprì la carica di segretario di Stato.

## Conclavi
Durante il suo periodo di cardinalato Giulio Gabrielli partecipò ai conclavi, sempre parteggiando per la fazione ispano-imperiale:
- conclave del 1644 che elesse papa Innocenzo X (il Gabrielli non giunse tuttavia allo scrutinio finale, svoltosi il 15 settembre, poiché dovette lasciare il conclave il 10 settembre per motivi di salute)
- conclave del 1655, che elesse papa Alessandro VII
- conclave del 1667, che elesse papa Clemente IX
- conclave del 1669-1670, che elesse papa Clemente X
- conclave del 1676, che elesse papa Innocenzo XI

## Genealogia episcopale e successione apostolica
La genealogia episcopale è:
- Cardinale Guillaume d'Estouteville, O.S.B.Clun.
- Papa Sisto IV
- Papa Giulio II
- Cardinale Raffaele Sansone Riario
- Papa Leone X
- Papa Paolo III
- Cardinale Francesco Pisani
- Cardinale Alfonso Gesualdo di Conza
- Papa Clemente VIII
- Cardinale Pietro Aldobrandini
- Cardinale Laudivio Zacchia
- Cardinale Antonio Barberini, O.F.M.Cap.
- Cardinale Giulio Gabrielli il Vecchio

La successione apostolica è:
- Cardinale Bernardino Rocci (1668)
- Vescovo Agostino Premoli (1668)